# Liste des épisodes de Goku no daibōken
Cette page recense la liste des épisodes de Goku no daibōken, la série animée adapté du manga La Légende de Songoku d'Osamu Tezuka.
| Ép | Titre anglais                               | Titre japonais             | Titre japonais                                      | Date de 1re diffusion |
| Ép | Titre anglais                               | Kana                       | Rōmaji                                              | Date de 1re diffusion |
| -- | ------------------------------------------- | -------------------------- | --------------------------------------------------- | --------------------- |
| 01 | Goku's Birth                                | 悟空の誕生                 | Gokū tanjō                                          | 7 janvier 1967        |
| 02 | Kinto-un is Mine                            | キント雲はいただき         | Kinto kumo haitadaki                                | 14 janvier 1967       |
| 03 | The Best Monk                               | 坊さんナンバーワン         | Bō san nanbawan                                     | 21 janvier 1967       |
| 04 | The Treasure Map is No Good                 | 宝の地図はペケペケ         | Takara no chizu ha pekepeke                         | 28 janvier 1967       |
| 05 | Singing in the Rain                         | 雨に唄えば                 | Ame ni utae ba                                      | 4 février 1967        |
| 06 | The Silver Thread Hermit (Ginshi-sennin)    | 銀糸仙人                   | Gin ito sennin                                      | 11 février 1967       |
| 07 | Love Your Garbage                           | ゴミまで愛して             | Gomi made itoshi te                                 | 18 février 1967       |
| 08 | What Carried the Doctor Away?               | 博士は何にシビレたか       | Hakase ha nani nishibiretaka                        | 25 février 1967       |
| 09 | Strange? Strange?                           | おかしな?おかしな?         | Okashina? Okashina?                                 | 4 mars 1967           |
| 10 | Captured by Heart                           | ハートでいただき           | Hato deitadaki                                      | 10 mars 1967          |
| 11 | Neither is Better Than the Other            | ドッチもドッチ             | Docchimodocchi!                                     | 18 mars 1967          |
| 12 | I am Kobu-Kobu                              | ボクはコブコブよ           | Bokuha kobukobu yo!                                 | 25 mars 1967          |
| 13 | The King is a Ghost                         | 王様は幽霊                 | Ōsama ha yūrei                                      | 1er avril 1967        |
| 14 | Gajibaba and Forty Thieves                  | ガジババと40人の盗賊       | Kajibaba to 40 ninno tōzoku                         | 8 avril 1967          |
| 15 | Big Surprise                                | あけてびっくり             | Akete bikkuri                                       | 15 avril 1967         |
| 16 | Operation 59                                | 59作戦                     | 5.9 (gokū) sakusen                                  | 22 avril 1967         |
| 17 | A Monster Wife                              | 奥様は妖怪                 | Okusama ha yōkai                                    | 29 avril 1967         |
| 18 | Peroi Pero-Pero                             | ベロリベロベロ             | Beroriberobero                                      | 6 mai 1967            |
| 19 | We Are Guard Men                            | われらガードマン           | Warera gadoman                                      | 13 mai 1967           |
| 20 | The Monster in the Wilderness               | 荒野の妖怪                 | Kōya no yōkai                                       | 20 mai 1967           |
| 21 | The Great Demon God of the Pui-Pui Religion | プイプイ教の大魔神         | Puipui kyō no dai majin                             | 27 mai 1967           |
| 22 | The Dragon's Tusk                           | ドラゴンの牙               | Yōkai rengō shirizu dai 1 dan! doragon no kiba      | 3 juin 1967           |
| 23 | Baramon's Feet                              | バラモンの足               | Yōkai rengō shirizu dai 2 dan! baramon no ashi      | 10 juin 1967          |
| 24 | Hercules's Hands                            | ヘラクレスの手             | Yōkai rengō shirizu dai 3 dan! herakuresu no te     | 17 juin 1967          |
| 25 | The Hane Tribe                              | ハネ一族                   | Yōkai rengō shirizu dai 4 dan! hane ichizoku no kan | 24 juin 1967          |
| 26 | Medusa's Hair                               | メデュウスの髪の毛         | Yōkai rengō shirizu dai 5 dan! medeyūsu no kaminoke | 1er juillet 1967      |
| 27 | The Sixth Monster Hurricane                 | 第六の妖怪ハリケーン       | Yōkai rengō shirizu dai 6 no yōkai hariken          | 8 juillet 1967        |
| 28 | The End of the Monster Union                | 妖怪連合の最後             | Yōkai rengō shirizu dai 7 dan! yōkai rengō nosaigo  | 15 juillet 1967       |
| 29 | The Great Icicle King                       | つらら大王                 | Tsurara daiō no kan                                 | 22 juillet 1967       |
| 30 | Gatsu-Gatsu, Musha Musha                    | 木馬パッパカ大競争         | Gatsugatsumushamusha no kan                         | 29 juillet 1967       |
| 31 | The Valley in the Haze                      | かげろうの谷               | Kagerōno tani                                       | 5 août 1967           |
| 32 | The Fire Ring Child                         | 火輪童子                   | Hi wa dōji no kan                                   | 12 août 1967          |
| 33 | "I am Outstanding"                          | オイラゴーケツだい         | Oira gōketsu dai                                    | 19 août 1967          |
| 34 | Man Eating Jungle                           | 人喰いジャングル           | Hitokui janguru                                     | 26 août 1967          |
| 35 | The Great King of Inspiration               | 霊感大王                   | Reikan daiō                                         | 2 septembre 1967      |
| 36 | Inside the Inside of Stomach                | おナカの中の中             | O naka no nakano naka                               | 9 septembre 1967      |
| 37 | The Pumpkin Monster, The Cursed King        | カボチャの化物呪われた王様 | Kabochano bakemono                                  | 16 septembre 1967     |
| 38 | Kinkaku & Ginkaku                           | 金角銀角                   | Kin kaku gin kaku no kan                            | 23 septembre 1967     |
| 39 | That is the Light of Tenjiku                | あれが天竺の灯だ           | Arega tenjiku no tomoshibi da (saishūkai)           | 30 septembre 1967     |